# Drievingerige luiaards
De drievingerige luiaards (Bradypus) zijn een geslacht van zoogdieren. De wetenschappelijke naam van het geslacht werd in 1758 gepubliceerd door Carl Linnaeus.

## Kenmerken
Drievingerige luiaards worden 45 tot 50 cm lang en wegen 2 tot 5 kg.

## Leefwijze
Het zijn trage boombewoners die zich voeden met bladeren, knoppen en twijgen.

## Symbiotische relaties
Drievingerige luiaards leven voornamelijk in de bomen, maar komen eens per week naar de bodem - waar ze minder veilig zijn - om er zich te ontlasten. De uitwerpselen bemesten de bomen en vormen een broedplaats voor motten. Een deel van de uitwerpselen blijft aan de luiaard hangen en vormt zo ook een broedplaats voor de motten. De uitgekomen motten nestelen zich in de vacht van de luiaards. Deze leven en ontlasten zich in de vacht, sterven er en hun dode lijf vergaat er uiteindelijk ook. Zo vormen ze - samen met andere organische stoffen - een bodem voor algen. Die algen zijn dan weer nuttig voor de luiaard zelf: ze geven hem een schutkleur en vormen een deel van diens voedingspatroon. Luiaards verzorgen elkaars vacht en nemen door het eten van de algen essentiële voedingsstoffen op, die hun voedingspatroon van bladeren aanvult.
Er is waargenomen dat de motten op de vacht zelf ook een voedselbron vormen voor bruine gaaien.

## Verspreiding
Deze luiaards leven in de bosgebieden van Latijns-Amerika, van Honduras tot Argentinië.

## Classificatie
Deze dieren behoren tot de orde luiaards en miereneters (Pilosa). Het is het enige geslacht binnen de familie Bradypodidae. 
Tot 2019 werd het geslacht tot de superfamilie Bradypodoidea gerekend, waarbinnen het het enige geslacht was. Echter, uit moleculair onderzoek bleek het genesteld in de superfamilie Megatherioidea, waartoe de tweevingerige luiaards voorheen werden gerekend.

## Soorten
Er worden 5 soorten in dit geslacht geplaatst:
| Afbeelding | Soort                                        | Verspreiding |
| ---------- | -------------------------------------------- | ------------ |
|            | Bradypus crinitus                            |              |
|            | Escudo-eilandluiaard – Bradypus pygmaeus     |              |
|            | Kraagluiaard – Bradypus torquatus            |              |
|            | Drievingerige luiaard – Bradypus tridactylus |              |
|            | Kapucijnluiaard – Bradypus variegatus        |              |